# Кумиси (озеро)
Кумиси (груз. კუმისის ტბა) — водохранилище в котловине природного озера в Восточной Грузии, в Гардабанском муниципалитете, к юго-востоку от села-курорта Кумиси.
Площадь поверхности 5,4 км², полный объём 11 млн м³, полезный — 4 млн м³. Основное назначение — оросительное, также используется для разведения рыбы и рекреации. Площадь водосборного бассейна — 97 км². Максимальная глубина до 4 метров (зависит от колебания уровня воды).
По мнению академика-геолога Александра Джанелидзе котловина озера Кумиси имеет псевдокарстовое происхождение.
В 1960-х годах озеро занимало площадь 0,48 км², его глубина достигала 50 см, минерализация воды составляла 2,7 г/л. Несколько лет спустя[уточнить] озеро искусственно увеличили в связи с улучшением ихтиофауны[прояснить]. Непригодные для хозяйственных нужд воды были сброшены, ныне в озеро искусственно подаётся речная вода.
Вода в озеро поступает из реки Алгети с помощью канала. Канал местами заброшенный, водятся мелкие рыбы, заросший водными растениями (камышами и т. п.).
Озеро Кумиси питается в основном за счет канала и дождевой и подземными водами. Дно озера покрыто лечебной грязью. Озеро богато рыбой (толстолобик, карп, белый амур, храмули, Обыкновенный усач и т. д.).
Вокруг озера расположены дачные участки, развита рыбалка.